# Оксид меди(I)

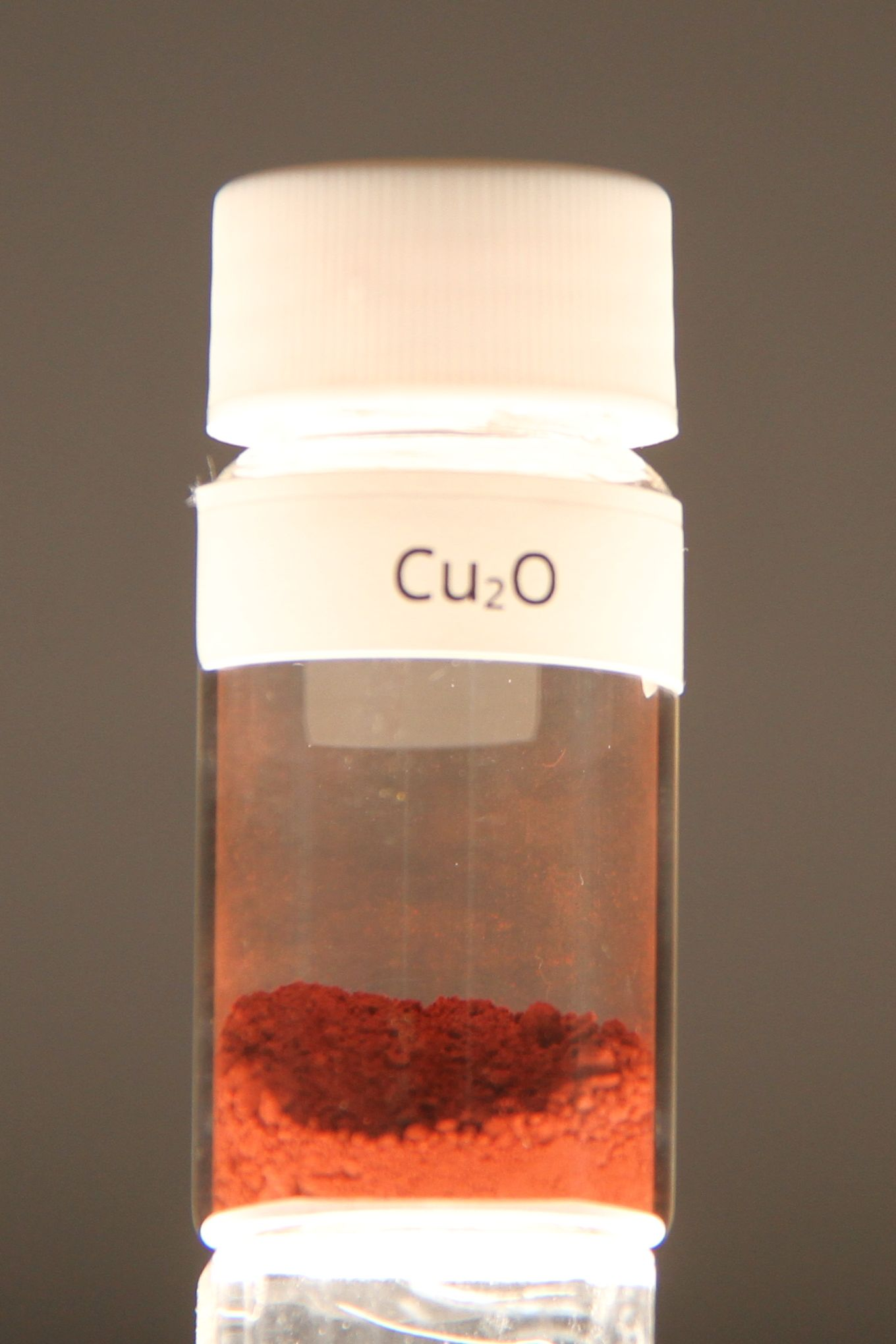
Оксид меди(I) в виале

Окси́д ме́ди(I) (гемиокси́д ме́ди, окси́д диме́ди, устар. за́кись ме́ди, минерал купри́т) — бинарное химическое соединение одновалентной меди с кислородом, амфотерный оксид (проявляет слабые кислотные свойства)

## Нахождение в природе
Оксид меди(I) встречается в природе в виде минерала куприта (устаревшие названия: красная медная руда, стекловатая медная руда, рубиновая медь). Цвет минерала красный, коричнево-красный, пурпурно-красный или чёрный. Твёрдость по шкале Мооса 3,5 — 4.
Разновидность куприта с удлинёнными нитевидными кристаллами называется халькотрихит (устаревшее название: плюшевая медная руда). Кирпично-красная смесь куприта с лимонитом носит название «черепичная руда».

## Физические свойства
Оксид меди(I) при нормальных условиях — твёрдое вещество коричнево-красного цвета нерастворимое в воде и этаноле. Плавится без разложения при 1242 °C.
Оксид меди(I) имеет кубическую сингонию кристаллической решётки, пространственная группа P n3m, a = 0,4270 нм, Z = 2.

## Химические свойства

### Реакции в водных растворах
Оксид меди(I) не реагирует с водой. В очень малой степени (ПР = 1,2⋅10−15) диссоциирует:
{\displaystyle {\mathsf {Cu_{2}O\ +\ H_{2}O\ \rightleftarrows \ 2Cu^{+}+\ 2OH^{-}}}}
Равновесие диспропорционирования:
{\displaystyle {\mathsf {2Cu^{+}\ \rightleftarrows \ Cu^{2+}\ +\ Cu\ +\mathbb {Q} }}}
Оксид меди(I) переводится в раствор:
- концентрированной соляной кислотой

{\displaystyle {\mathsf {Cu_{2}O\ +\ 4HCl\ \longrightarrow \ 2H[CuCl_{2}]\ +\ H_{2}O}}}
- концентрированной щёлочью (частично)

{\displaystyle {\mathsf {Cu_{2}O\ +\ 2OH^{-}\ +\ H_{2}O\ \rightleftarrows \ 2[Cu(OH)_{2}]^{-}}}}
- концентрированным гидратом аммиака и концентрированными растворами солей аммония

{\displaystyle {\mathsf {Cu_{2}O\ +\ 4(NH_{3}\cdot H_{2}O)\ \longrightarrow \ 2[Cu(NH_{3})_{2}]OH\ +\ 3H_{2}O}}}
{\displaystyle {\mathsf {Cu_{2}O\ +\ 2NH_{4}^{+}\ \longrightarrow \ 2[Cu(H_{2}O)(NH_{3})]^{+}}}}
- путём окисления до солей меди(II) различными окислителями (например, концентрированными азотной и серной кислотами, кислородом в разбавленной соляной кислоте)

{\displaystyle {\mathsf {Cu_{2}O\ +\ 6HNO_{3}\ \longrightarrow \ 2Cu(NO_{3})_{2}\ +\ 2NO_{2}\uparrow +\ 3H_{2}O}}}
{\displaystyle {\mathsf {Cu_{2}O\ +\ 3H_{2}SO_{4}\ \longrightarrow \ 2CuSO_{4}\ +\ SO_{2}\uparrow +\ 3H_{2}O}}}
{\displaystyle {\mathsf {2Cu_{2}O\ +\ 8HCl\ +\ O_{2}\ \longrightarrow \ 4CuCl_{2}\ +\ 4H_{2}O}}}
Также оксид меди(I) вступает в водных растворах в следующие реакции:
- медленно окисляется кислородом до гидроксида меди(II)

{\displaystyle {\mathsf {2Cu_{2}O\ +\ 4H_{2}O\ +\ O_{2}\ \longrightarrow \ 4Cu(OH)_{2}\downarrow }}}
- реагирует с разбавленными галогенводородными кислотами с образованием соответствующих галогенидов меди(I):

{\displaystyle {\mathsf {Cu_{2}O\ +\ 2HHal\ \longrightarrow \ 2CuHal\downarrow +\ H_{2}O\ \ (Hal\ =\ Cl,\ Br,\ I)}}}
- в разбавленной серной кислоте дисмутирует на сульфат меди(II) и металлическую медь

{\displaystyle {\mathsf {Cu_{2}O\ +\ H_{2}SO_{4}\ \longrightarrow \ CuSO_{4}\ +\ Cu\downarrow +\ H_{2}O}}}
- восстанавливается до металлической меди типичными восстановителями, например гидросульфитом натрия в концентрированном растворе

{\displaystyle {\mathsf {2Cu_{2}O\ +\ 2NaHSO_{3}\ \longrightarrow \ 4Cu\downarrow +\ Na_{2}SO_{4}\ +\ H_{2}SO_{4}}}}

### Реакции при высоких температурах
Оксид меди(I) восстанавливается до металлической меди в следующих реакциях:
- при нагревании до 1800 °C (разложение)

{\displaystyle {\mathsf {2Cu_{2}O\ {\xrightarrow {1800\ ^{\circ }C}}\ 4Cu\ +\ O_{2}}}}
- при нагревании в токе водорода, монооксида углерода, с алюминием

{\displaystyle {\mathsf {Cu_{2}O\ +\ H_{2}\ {\xrightarrow {>250\ ^{\circ }C}}\ 2Cu\ +\ H_{2}O}}}
{\displaystyle {\mathsf {Cu_{2}O\ +\ CO\ {\xrightarrow {250-300\ ^{\circ }C}}\ 2Cu\ +\ CO_{2}}}}
{\displaystyle {\mathsf {3Cu_{2}O\ +\ 2Al\ {\xrightarrow {1000\ ^{\circ }C}}\ 6Cu\ +\ Al_{2}O_{3}}}}
- при нагревании с серой

{\displaystyle {\mathsf {2Cu_{2}O\ +\ 3S\ {\xrightarrow {>600\ ^{\circ }C}}\ 2Cu_{2}S\ +\ SO_{2}}}}
{\displaystyle {\mathsf {2Cu_{2}O\ +\ Cu_{2}S\ {\xrightarrow {1200-1300\ ^{\circ }C}}\ 6Cu\ +\ SO_{2}}}}
Оксид меди(I) может быть окислен до соединений меди(II) в токе кислорода или хлора:
{\displaystyle {\mathsf {2Cu_{2}O\ +\ O_{2}\ {\xrightarrow {500\ ^{\circ }C}}\ 4CuO}}}
{\displaystyle {\mathsf {Cu_{2}O\ +\ Cl_{2}\ {\xrightarrow {250\ ^{\circ }C}}\ Cu_{2}Cl_{2}O}}}
Также, при высоких температурах оксид меди(I) реагирует:
- с аммиаком (образуется нитрид меди(I))

{\displaystyle {\mathsf {3Cu_{2}O\ +\ 2NH_{3}\ {\xrightarrow {250\ ^{\circ }C}}\ 2Cu_{3}N\ +\ 3H_{2}O}}}
- c оксидами щелочных металлов и бария (образуются двойные оксиды)

{\displaystyle {\mathsf {Cu_{2}O\ +\ M_{2}O\ {\xrightarrow {600-800\ ^{\circ }C}}\ 2MCuO}}}
{\displaystyle {\mathsf {Cu_{2}O\ +\ BaO\ {\xrightarrow {500-600\ ^{\circ }C}}\ BaCu_{2}O_{2}}}}

### Прочие реакции
Оксид меди(I) реагирует с азидоводородом:
- при охлаждении выпадает осадок азида меди(II)

{\displaystyle {\mathsf {Cu_{2}O\ +\ 5HN_{3}\ {\xrightarrow {10-15\ ^{\circ }C}}\ 2Cu(N_{3})_{2}\downarrow +\ H_{2}O\ +\ NH_{3}\uparrow +\ N_{2}\uparrow }}}
- при комнатной температуре в токе азидоводородной кислоты выпадает осадок азида меди(I)

{\displaystyle {\mathsf {Cu_{2}O\ +\ 2HN_{3}\ {\xrightarrow {20-25\ ^{\circ }C}}\ 2CuN_{3}\downarrow +\ H_{2}O}}}

## Получение
Оксид меди(I) может быть получен:
- нагреванием металлической меди при недостатке кислорода

{\displaystyle {\mathsf {4Cu\ +\ O_{2}\ {\xrightarrow {>200\ ^{\circ }C}}\ 2Cu_{2}O}}}
- нагреванием металлической меди в токе оксида азота(I) или оксида азота(II)

{\displaystyle {\mathsf {2Cu\ +\ N_{2}O\ {\xrightarrow {500-600\ ^{\circ }C}}\ Cu_{2}O\ +\ N_{2}}}}
{\displaystyle {\mathsf {4Cu\ +\ 2NO\ {\xrightarrow {500-600\ ^{\circ }C}}\ 2Cu_{2}O\ +\ N_{2}}}}
- нагреванием металлической меди с оксидом меди(II)

{\displaystyle {\mathsf {Cu\ +\ CuO\ {\xrightarrow {1000-1200\ ^{\circ }C}}\ Cu_{2}O}}}
- термическим разложением оксида меди(II)

{\displaystyle {\mathsf {4CuO\ {\xrightarrow {1026-1100\ ^{\circ }C}}\ 2Cu_{2}O\ +\ O_{2}}}}
- нагреванием сульфида меди(I) в токе кислорода

{\displaystyle {\mathsf {2Cu_{2}S\ +\ 3O_{2}\ {\xrightarrow {1200-1300\ ^{\circ }C}}\ 2Cu_{2}O\ +\ 2SO_{2}}}}
В лабораторных условиях оксид меди(I) может быть получен восстановлением гидроксида меди(II) (например, гидразином):
{\displaystyle {\mathsf {4Cu(OH)_{2}\ +\ N_{2}H_{4}\cdot H_{2}O\ {\xrightarrow {100\ ^{\circ }C}}\ 2Cu_{2}O\downarrow +\ N_{2}\uparrow +\ 7H_{2}O}}}
Также, оксид меди(I) образуется в реакциях ионного обмена солей меди(I) с щелочами, например:
- в реакции иодида меди(I) с горячим концентрированным раствором гидроксида калия

{\displaystyle {\mathsf {2CuI\ +\ 2KOH\ \longrightarrow \ Cu_{2}O\downarrow +\ 2KI\ +\ H_{2}O}}}
- в реакции дихлорокупрата(I) водорода с разбавленным раствором гидроксида натрия

{\displaystyle {\mathsf {2H[CuCl_{2}]\ +\ 4NaOH\ \longrightarrow \ Cu_{2}O\downarrow +\ 4NaCl\ +\ 3H_{2}O}}}
В двух последних реакциях не образуется соединения с составом, соответствующим формуле {\displaystyle {\mathsf {CuOH}}} (гидроксид меди(I)). Образование оксида меди(I) происходит через промежуточную гидратную форму переменного состава {\displaystyle {\mathsf {Cu_{2}O\cdot xH_{2}O}}}.
- Окисление альдегидов  гидроксидом меди(II). Если к голубому осадку гидроксида меди(II) прилить раствор альдегида и смесь нагреть , то сначала появляется жёлтый осадок гидроксида меди (I):

{\displaystyle {\mathsf {R-CHO+2Cu(OH)_{2}\ {\xrightarrow[{}]{t}}\ R-COOH+2CuOH\downarrow +H_{2}O}}}
при дальнейшем нагревании желтого осадка гидроксида меди (I) превращается в красный оксид меди (I):
{\displaystyle {\mathsf {2CuOH\ {\xrightarrow[{}]{t}}\ Cu_{2}O+H_{2}O}}}
- Также, для получения Cu2O в небольших количествах можно использовать методику:

1) Готовим 2 раствора. Раствор CuSO4 с его массовой долей 10% и раствор NaOH с его массовой долей 20%. Также необходимо взять твёрдую глюкозу (C6H12O6).
2) Ставим стакан с  раствором CuSO4 на плитку и добавляем глюкозу.
3) Приливаем раствор NaOH в полученную смесь и перемешиваем стеклянной палочкой или на магнитной мешалке.
4) Дать раствору отстояться, чтобы частицы осадка Cu2O полностью осадились.
Выпадение осадка Cu2O происходит по реакции :
{\displaystyle {\mathsf {2CuSO_{4}\ +\ 4NaOH\ +C_{6}H_{12}O_{6}\xrightarrow {80-90\ ^{\circ }C} \ Cu_{2}O\downarrow +\ 2Na_{2}SO_{4}\ +C_{6}H_{12}O_{7}+\ 2H_{2}O}}}
После реакции следует профильтровать раствор через воронку с фильтровальной бумагой или через колбу Бунзена с воронкой Бюхнера, высушить и собрать полученный осадок Cu2O.

## Применение
Оксид меди(I) применяется как пигмент для окрашивания стекла, керамики, глазурей; как компонент красок, защищающих подводную часть судна от обрастания; в качестве фунгицида.
Обладает полупроводниковыми свойствами, используется в меднозакисных вентилях.

## Токсичность
Оксид меди(I) — умеренно токсичное вещество: LD50 470 мг/кг (для крыс перорально). Вызывает раздражение глаз, может вызывать раздражение кожи и дыхательных путей.
Очень токсично для водной среды: LC50 для Daphnia magna составляет 0,5 мг/л в течение 48 ч.